# Lissonota alpestris
Lissonota alpestris är en stekelart som först beskrevs av Cameron 1886.  Lissonota alpestris ingår i släktet Lissonota och familjen brokparasitsteklar. Inga underarter finns listade i Catalogue of Life.